# عامل تحفيز المستعمرات

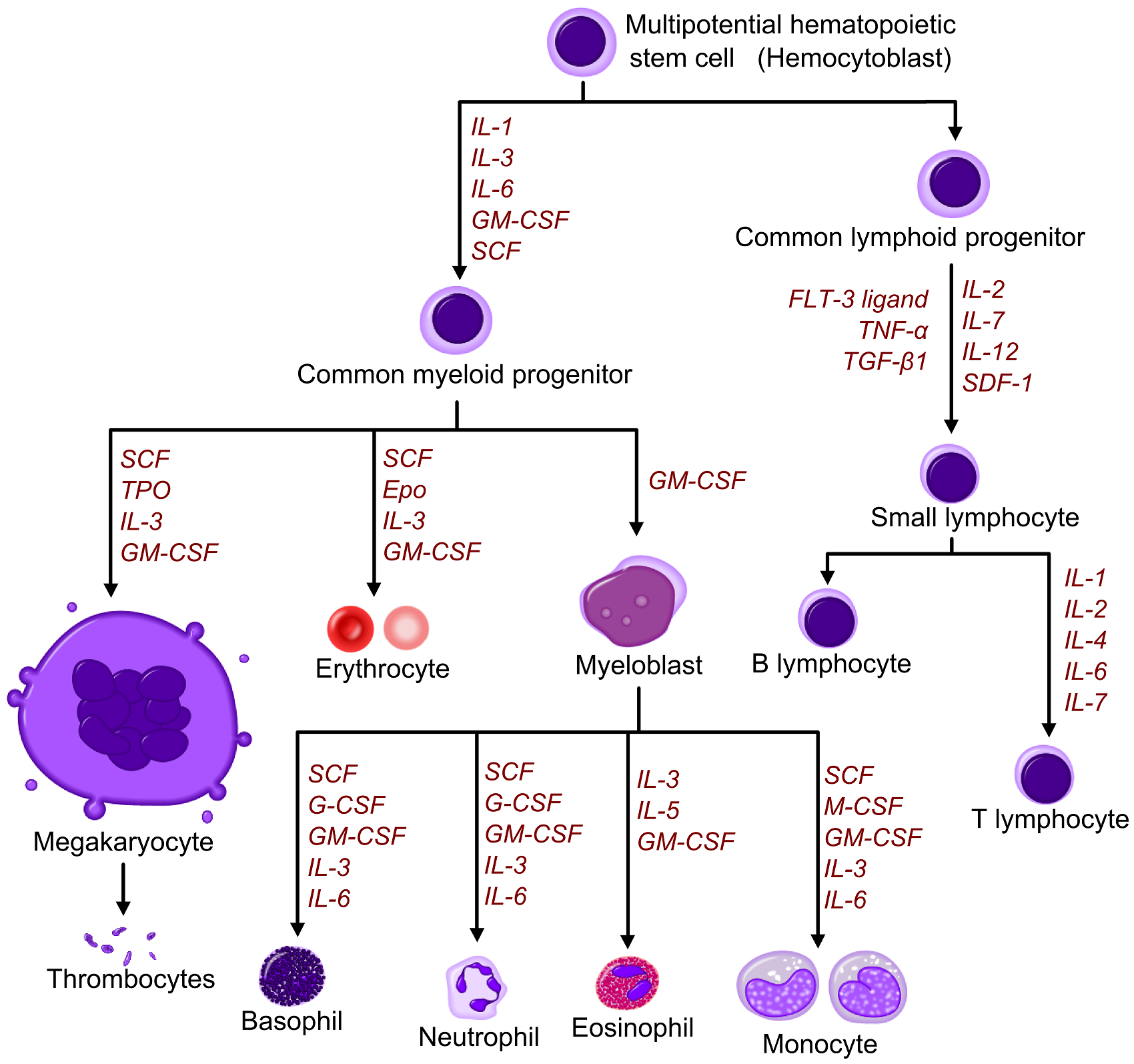

عوامل تحفيز المستعمرات أو العوامل المنبهة للمستعمرات (بالإنجليزية: Colony-stimulating factors)‏ ومختصرها (CSFs) هي بروتينات سكرية تفرز لترتبط بمستقبلات بروتينية على سطح الخلايا الجذعية المكونة للدم، فتنشط سبيل التأشير داخل الخلية والذي يؤدي إلى تكاثرها وتمايزها إلى أنواع معينة من خلايا الدم والتي غالبا ما تكون كريات الدم البيضاء. أما كريات الدم الحمراء فالمسؤول عنها هو الإريثروبويتين.
يمكن إعطاء هذه العوامل من مصدر خارجي، ولكنها مختلفة قليلا عن العوامل الطبيعية الموجودة داخل الجسم.

## الأمثلة
| الرمز | العامل                                      | المصادر أو الملاحظات |
| ----- | ------------------------------------------- | -------------------- |
| CSF1  | عامل تحفيز مستعمرات الخلايا الأكولة         | CSF1                 |
| CSF2  | عامل تحفيز مستعمرات الخلايا المحببة الأكولة | CSF2                 |
| CSF3  | عامل تحفيز مستعمرات الخلايا المحببة         | CSF3                 |
| -     | بروميغابويتين                               | صناعي                |